# Max Pierre Schaeffer
Pour les articles homonymes, voir Schaeffer.
Ne doit pas être confondu avec Pierre Schaeffer.
Max Pierre Schaeffer, né le 13 avril 1928 à Essen, dans la province de Rhénanie, et mort en  mars 2000 à Munich, est un journaliste, un scénariste et un écrivain allemand, auteur de roman policier et de roman de guerre.

## Biographie
Né d’un père français, il est dès sa naissance citoyen à double nationalité. Il étudie la chirurgie dentaire, mais abandonne cette profession au profit du journalisme. Pendant plusieurs années, il est rédacteur du supplément télévisé du magazine Hörzu (en).
Dans les années 1950, il se lance dans la fiction avec quelques romans de guerre qui examinent la fièvre sociale du nazisme pendant la Deuxième Guerre mondiale et de solides romans policiers qui seront traduits en plusieurs langues. Il est aussi l’auteur de plusieurs essais, notamment en criminologie, à propos d'affaires judiciaires célèbres dans l’Allemagne d’après-guerre.
Les Quatre Clefs (1962), l'ingénieux récit d’un vol de banque qui rappelle les romans de Lionel White, a été adapté au cinéma sur un scénario de Schaeffer lui-même en 1966.

## Œuvre

### Romans

#### Romans policiers
- Interpol sucht 4 (1960)
- Das Mörderspiel (1961)
- Vier Schlüssel (1962) Publié en français sous le titre Les Quatre Clefs, Paris, Librairie des Champs-Élysées, Le Masque no 1260, 1973
- Liebespoker (1968)
- Mörder aus gutem Hause (1982)

#### Romans de guerre
- Die Letzten beissen die Hunde (1955)
- Adolf-Hitler-Strasse 14 (1964) Publié en français sous le titre 14, Adolf-Hitler-Strasse, Paris, Albin Michel, 1985
- Der Henker und die Frauen (1965)

#### Roman signé Robert Williams
- Urlaub ohne Ehering (1963)

### Recueil de nouvelles
- Die Todesparty (1969), incluant le court roman Falle für Einsame Herzen et les nouvelles Todesparty Room et Zwei Küsse zu Wenig.

### Essais
- Morgen bist du mehr (1964)
- So werden Sie erfolgreich (1969)
- Der Triebtäter (1970)
- Die Wahrheit über Vera Brühne und Die Triebtäter  ou Der Fall Vera Brühne (1979)
- Wenn Frauen töten (1989)
- Der Fall Kurt Tetzner (1990)

## Adaptations cinématographiques
- 1961 : Le Jeu de l'assassin (de) (Das Mörderspiel), film allemand de Helmut Ashley, d’après le roman homonyme, avec Magali Noël.
- 1966 : Vier Schlüssel, film allemand de Jürgen Roland, sur un scénario de Schaeffer d’après son roman Les Quatre Clefs.
- 1969 : La Mort sonne toujours deux fois (Blonde Köder für den Mörder), film allemand de Harald Philipp, d’après le court roman Falle für Einsame Herzen, avec Dean Reed et Fabio Testi.

## Sources
- Jacques Baudou et Jean-Jacques Schleret, Le Vrai Visage du Masque, vol. 1, Paris, Futuropolis, 1984, 476 p. (OCLC 311506692), p. 395-396.